# Trachyarus khrulevae
Trachyarus khrulevae är en stekelart som beskrevs av Gokhman 2007. Trachyarus khrulevae ingår i släktet Trachyarus och familjen brokparasitsteklar. Inga underarter finns listade i Catalogue of Life.